# Lake Placid (jezioro)
Lake Placid – jezioro w północno-wschodniej części Stanów Zjednoczonych, w hrabstwie Essex, w stanie Nowy Jork. Leży w górach Adirondack, które są częścią Appalachów. Jezioro ma powierzchnię około 8,8 km², a jego średnia głębokość wynosi 15 m. Lustro jeziora znajduje się 566 m n.p.m. Jezioro to zasilane jest przez liczne źródła górskie i stanowi ujęcie wody pitnej dla mieszkańców miejscowości Lake Placid, która leży nad brzegami jeziora.

## Galeria

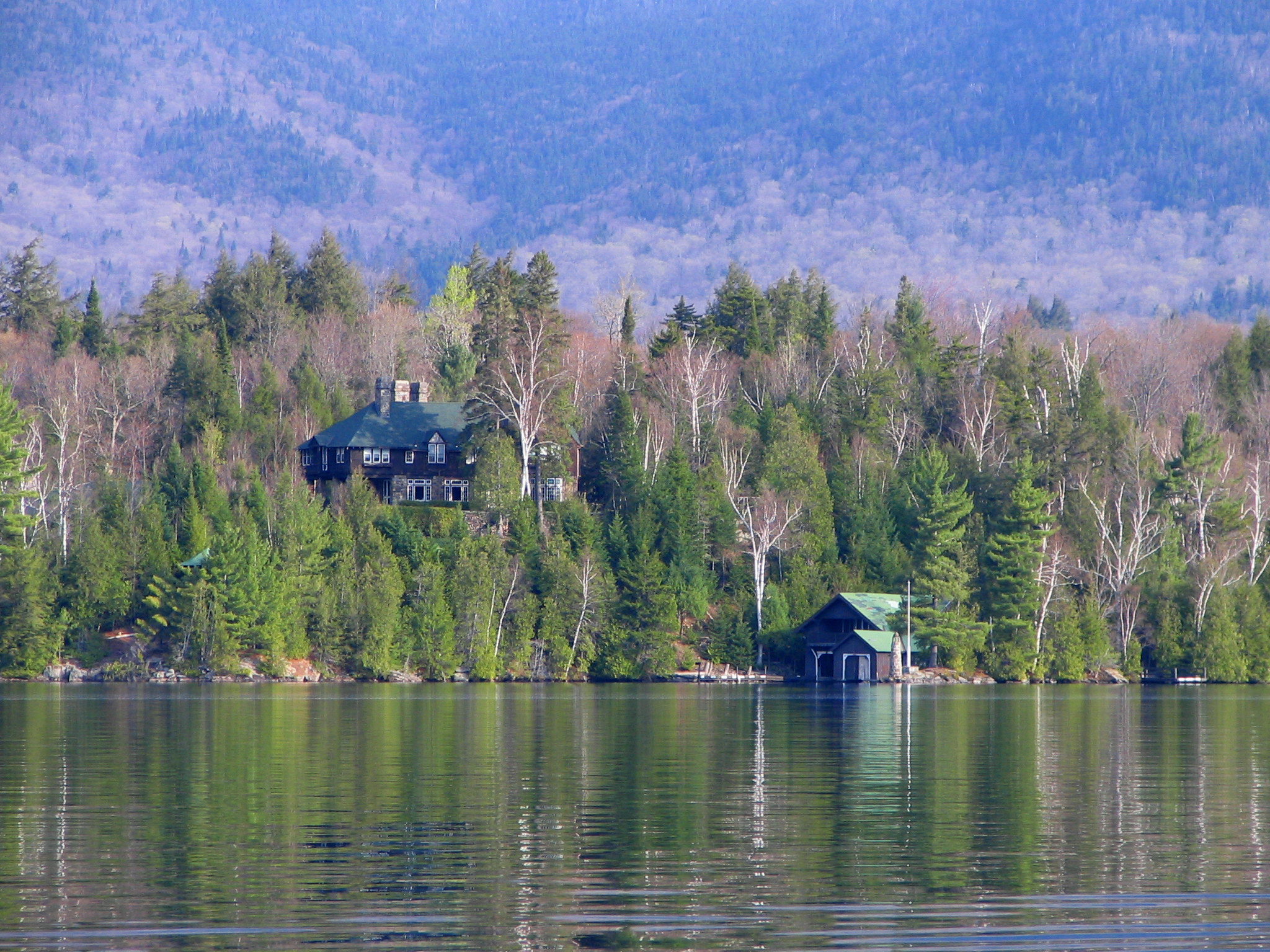
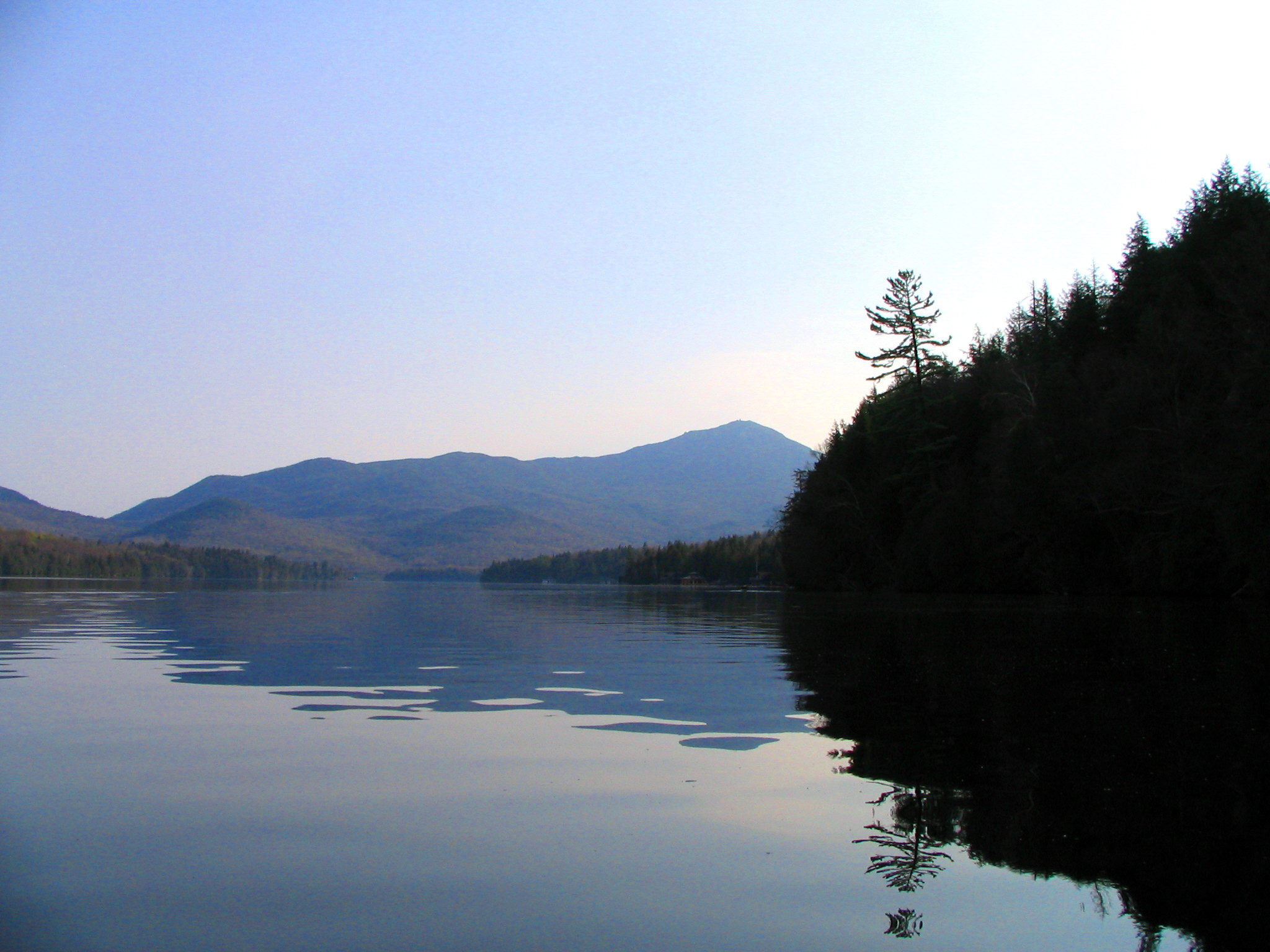
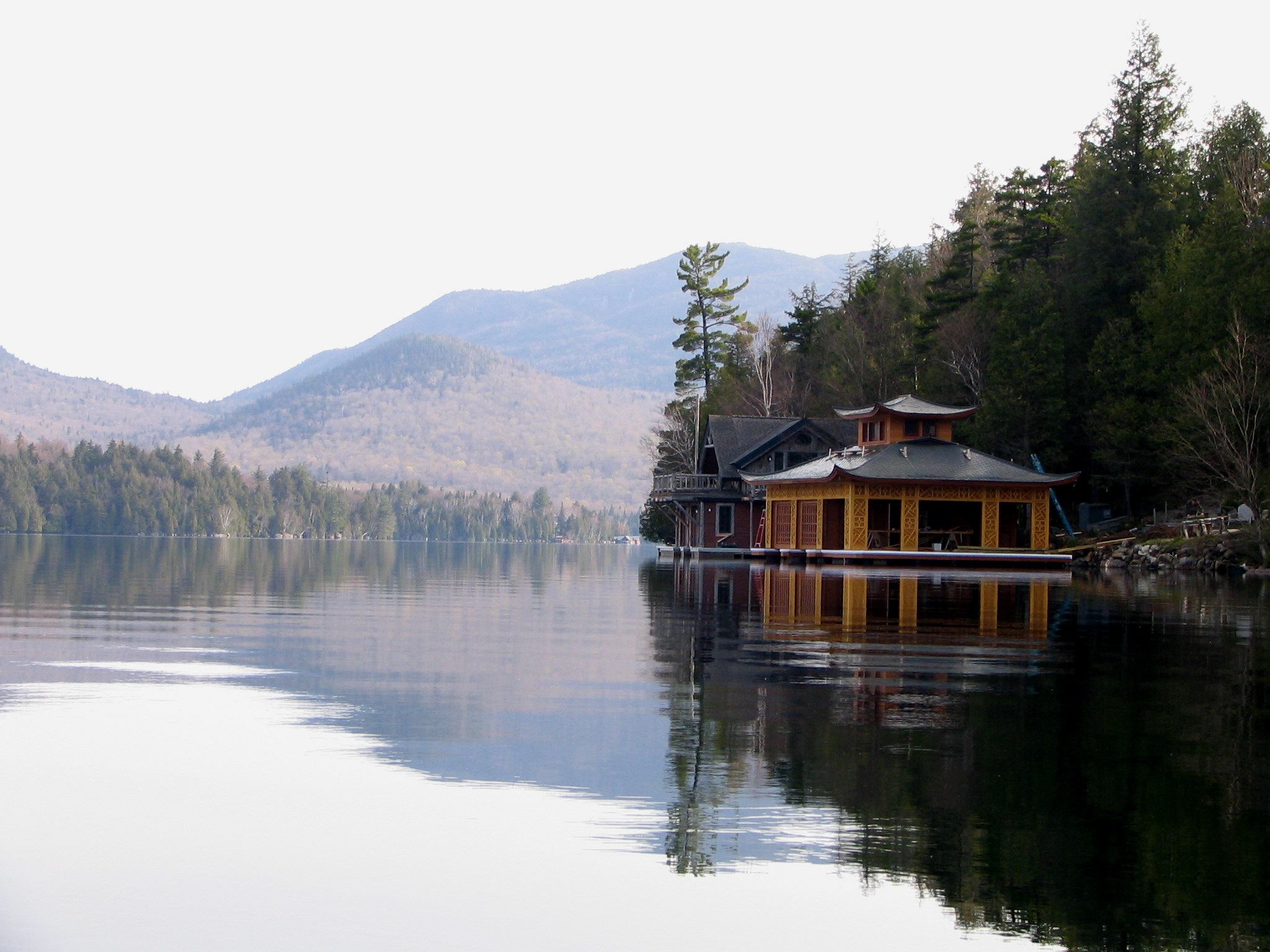
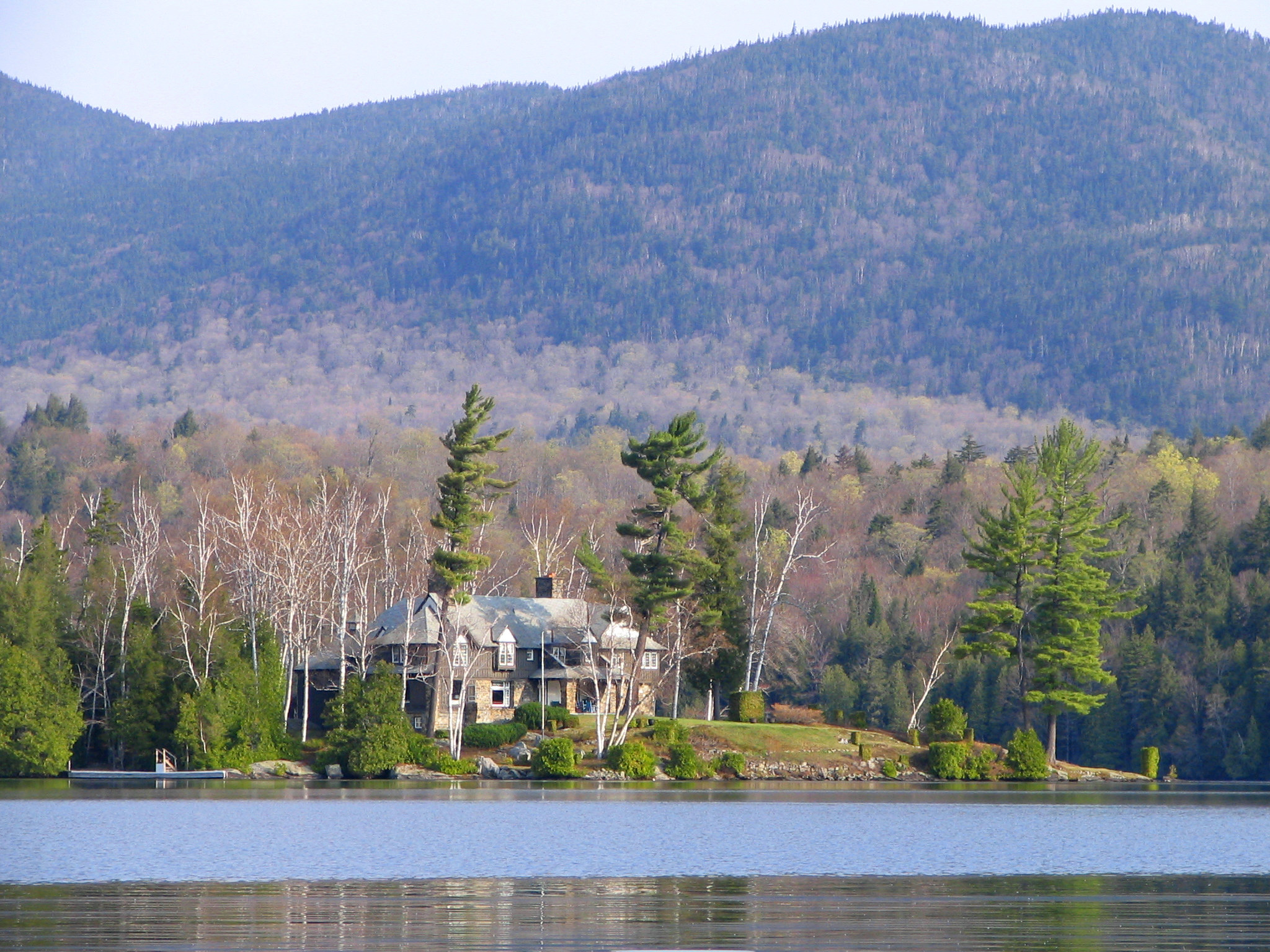